# Borja Cabezón Royo
Borja Luis Cabezón Royo (Madrid, 23 de juny de 1980) és un consultor i polític espanyol del Partit Socialista Obrer Espanyol (PSOE).
Nascut el 23 de juny de 1980 a Madrid, es va llicenciar en Ciències Polítiques i de l'Administració. El 2008 es va convertir en secretari general de l'agrupació del PSOE a Majadahonda, Amic personal de Felipe González, aquest últim el va introduir públicament en la seva campanya a l'alcaldia de Majadahonda en 2011. Cabezón va renunciar a la secretaria general del partit a Majadahonda el 2015, després dels mals resultats electorals de les municipals de maig.
El 2017 va tornar a ser elegit secretari general del PSOE a Majadahonda. Va entrar a formar part del Gabinet de la Presidència del Govern com a director del Departament d'Afers Nacionals després de l'arribada de Pedro Sánchez a La Moncloa.
Cessat en el seu càrrec al Gabinet de la Presidència del Govern per Reial Decret de 12 d'abril de 2019, va ser inclòs al número 9 de la llista del PSOE per a les eleccions a l'Assemblea de Madrid de maig de 2019 encapçalada per Ángel Gabilondo. Va ser escollit diputat al parlament regional.